# Olenelloides
Ne doit pas être confondu avec Olenoides.
Olenelloides armatus
Genre
Espèce
Synonymes
- Olenellus (Olenelloides) armatus Peach, 1894

Olenelloides armatus est une espèce de trilobite redlichiide de petite taille (environ 1 cm), du genre Olenelloides. Il a vécu au Cambrien, pendant la dernière partie du Botomien, qui a duré d'environ 524 à 518,5 millions d'années. Sa caractéristique la plus remarquable est son bouclier céphalique hexagonal, qui porte 6 pointes en forme de rayons.

## Étymologie
Le genre est nommé d'après sa relation étroite supposée à l'origine avec Olenellus. Son nom d'espèce armatus est un adjectif latin signifiant « armé », en référence aux pointes de son bouclier.

## Occurrences et distribution
Olenelloides armatus a vécu à la fin du Cambrien inférieur. Il est vraisemblablement contemporain de la zone à Olenellus (sous-zone à Wanneria (en)), qui représente probablement la fin du Botomien, il y a entre 519 et 516 millions d'années environ.
O. armatus a été collecté en Écosse, dans le comté de Ross and Cromarty, dans les lits fucoïdes du versant nord du Meall a' Ghiubhais (en).

## Description
Comme la plupart des premiers trilobites, Olenelloides a un exosquelette presque plat, qui n'est que légèrement calcifié, et des crêtes oculaires en forme de croissant. Dans le cadre du sous-ordre Olenellina (en), Olenelloides manque de sutures dorsales. Comme chez tous les autres membres de la superfamille des Olenelloidea (en), ses crêtes oculaires jaillissent de l'arrière du lobe frontal (L4) de la zone centrale du céphalon, appelée glabelle.
L'exosquelette d'Olenelloides armatus est petit (jusqu'à 1 cm) et étroit (moitié moins large que long, mesure prise à la base des pointes les plus externes).
Son bouclier céphalique (ou céphalon) est hexagonal, avec six pointes s'étendant à partir des coins, toutes à peu près aussi longues que le diamètre du céphalon. La paire frontale (ou pointes procranidiennes) a un angle d'environ 25 ° par rapport à l'axe, la paire médiane (ou pointes génales) d'environ 100 ° et la paire arrière (ou pointes intergénales) d'environ 150 °. Les pointes intergénales ne sortent pas du bord céphalique, mais plutôt des côtés du deuxième lobe de la glabelle en partant de l'arrière — la convention scientifique est de compter les lobes glabellaires d'arrière en avant, en leur donnant les noms suivants : anneau ou lobe occipital (OR ou OL), 1er lobe (L1), 2e lobe (L2), 3e lobe (L3) et lobe antérieur (AL ou L4). La face avant du céphalon est légèrement bombée vers l'avant pour accueillir le lobe frontal (L4) de la zone centrale surélevée appelée glabelle. Les lobes oculaires sont courts, larges et fortement courbés, occupant la majeure partie du tiers central à l'extérieur de la glabelle (les « joues » ou genae). L'anneau occipital est plus large que les autres lobes glabellaires et porte un nœud sur le bord arrière au centre.
Le lobe central du thorax représente environ les 2⁄5 de la largeur totale du thorax, à l' exclusion des épines, et compte 9 segments. Les 3 segments frontaux sont de taille égale, les suivants deviennent plus petits à un rythme croissant. Les segments du thorax portent un nœud sur le bord arrière au centre, qui diminue aussi vers l'arrière. Les 1er, 2e, 4e et 5e segments du thorax (comptés de l'avant vers l'arrière) ne portent pas d'épines, le bord avant des lobes latéraux (ou plèvre) s'incline brusquement vers l'arrière à 150 °, se terminant par une pointe émoussée. Le troisième segment se termine latéralement par une épine droite inclinée vers l'arrière à environ 150 °, bien au-delà de ce segment. Les 6e-10e segments portent des épines courbées vers l'arrière, de plus en plus vers l'intérieur et de moins en moins loin vers l'arrière, le sixième s'étendant jusqu'à l'épine du troisième segment.

## Histoire taxonomique
Ben Peach a décrit l'espèce en 1894 sous le nom Olenellus (Olenelloides) armatus, l'attribuant à un nouveau sous-genre d'Olenellus. D'autres auteurs ont considéré Olenelloides armatus comme un genre distinct étroitement lié à Olenellus. McNamara a soutenu qu’O. armatus s'était développé à partir d’Olenellus par conservation des caractéristiques juvéniles (néoténie) et a considéré le classement original plus approprié.
Des chercheurs plus récents suggèrent cependant de traiter Olenelloides comme un genre particulier mais valide au sein des Olenellidae, et de l'attribuer provisoirement à la sous-famille Laudoniinae. Ils soutiennent que l'absence d'un champ préglabellaire et la présence d'épines génales avancées ne sont pas des caractéristiques immatures, mais sont partagées avec le genre Laudonia (en). Lieberman ne soutient pas l'affectation aux Laudoniinae et propose l'inclusion dans les Biceratopsinae (en).

## Habitat
Olenelloides armatus était probablement un détritivore épifaunique de bas niveau à déplacement rapide.